# Río Moose (Ontario)
El río Moose (en inglés: Moose River, literalmente, 'río del alce') es un río de la vertiente ártica de Canadá que discurre por la ecozona de las llanuras Hudson en el norte de la provincia de Ontario, fluyendo unos 100 km en dirección noreste desde la confluencia de los ríos Mattagami  y Missinaibi hasta desaguar en la bahía James. Drena una amplia cuenca de 108 500 km² y tiene una velocidad de descarga promedio de 1370 m³/s. Su longitud total de 547 km si se considera a partir de la cabecera del río Mattagami.
En los días del comercio de pieles, este río formaba parte de la ruta fluvial hasta el lago Superior. Moose Factory, ubicada en la isla Moose Factory, cerca de la desembocadura del río, fue un puesto de comercio de pieles de la Compañía de la Bahía de Hudson y el primer asentamiento inglés en la actual provincia de Ontario. Moosonee (Ontario), en la orilla norte del río, es la terminal norte de la ruta ferroviaria de la Polar Bear Express, que comienza en Cochrane (Ontario).

## Tributarios
Los principales tributarios del Moose son los siguientes:
- río Kwataboahegan
- río Cheepash
- río Abitibi
  - río Frederick House
- río Missinaibi
  - río Brunswick
  - río Fire
  - río Hay
  - río Mattawitchewan
    - Albany Forks
      - río Oba, Oba Lake

  - río Pivabiska
  - río Opasatika
  - río Soweska
- río Mattagami
  - río Kapuskasing
    - río Nemegosenda
      - río Chapleau

  - río Groundhog
    - río Ivanhoe
    - río Nat

## Santuario de aves del río Moose
El santuario de aves del río Moose (Moose River Bird Sanctuary) se encuentra en la desembocadura del río Moose y consta de la isla Ship Sands y tierra en las llanuras orientales de la desembocadura del río. El santuario tiene 14,60 km² y está protegido por la Ley de la Convención sobre Aves Migratorias (Migratory Birds Convention Act) y es parte del complejo de humedales del sur de la bahía James, que fue designado en mayo de 1987 como humedal de importancia internacional (Convención de Ramsar).
Esta zona juega un papel importante en el ciclo anual de las aves acuáticas. La forma parecida a un embudo de las bahías de Hudson y James causa que las aves migratorias que llegan desde el Ártico tiendan a concentrarse en el extremo sur de la bahía de James cada otoño, sobre todo a finales de otoño, donde los extensos humedales costeros proporcionan zonas de muda y preparación para la migración de los gansos nívales menores, incursionando aves playeras como el playero rojizo, becasina piquicorta, correlimos o playero común, chorlo mayor de patas amarillas, pitotoy chico, vuelvepiedras rubicundo y chorlito dorado chico.

## Asentamiento de Moose River
En la milla 142 de la ruta ferroviaria Polar Bear Express hay un pequeño asentamiento llamado Moose River. Este asentamiento está justo antes de un largo puente ferroviario que cruza el Moose y es una parada de bandera en dicha ruta ferroviaria. Hay una barraca de la Ontario Northland Railway que fue usada como escuela. El puente del río Moose fue construido en la década de 1930 y ese asentamiento fue una comunidad mucho más grande en esa época. Actualmente esa parada en Moose River es utilizada por los residentes y como punto de entrega y recogida por los canoistas.